# Włókniak młodzieńczy nosogardła
Włókniak młodzieńczy nosogardła (naczyniakowłókniak młodzieńczy, łac. fibroma juvenile nasopharyngis, angiofibroma juvenile, ang. (juvenile) nasopharyngeal angiofibroma) – nowotwór łagodny o miejscowej złośliwości, występujący najczęściej u mężczyzn w 2. dekadzie życia. Nowotwór rozwija się w jamie nosowo-gardłowej. Rośnie agresywnie miejscowo z tendencją do niszczenia kości. Może wnikać do zatok przynosowych, dołu skrzydłowo-podniebiennego, dołu podskroniowego, oczodołu, środkowego lub przedniego dołu czaszki. Ma postać czerwonawosinego polipa. 

## Objawy i przebieg
Guz przebiega z triadą objawów: 
- niedrożnością nosa
- guz w nosogardle
- okresowymi krwawieniami z nosa.[4]

## Obraz histologiczny
W badaniu histologicznym stwierdza się fibroblasty wrzecionowate i gwiazdkowate, grube pasma kolagenu i liczne cienkościenne naczynia krwionośne, równomiernie rozmieszczone w podścielisku. Rozpoznanie guza nie opiera się na badaniu histopatologicznym: podejrzenie naczyniakowłókniaka młodzieńczego jest przeciwwskazaniem do biopsji zmiany.

## Leczenie
Leczenie jest operacyjne, poprzedzone embolizacją guza i podaniem estrogenów. W przypadku wznowy stosuje się radioterapię i chemioterapię. Głównym powikłaniem guza jest, nierzadko śmiertelny w skutkach, krwotok.

## Klasyfikacja ICD10
| kod ICD10     | nazwa choroby                   |
| ------------- | ------------------------------- |
| ICD-10: D10   | Nowotwór niezłośliwy nosogardła |
| ICD-10: D10.6 | Część nosowa gardła             |